# Adams Rocks
Die Adams Rocks sind zwei große und bis zu 679 m hohe Felsnadeln, die den inneren Abschnitt der Block Bay überragen. Sie liegen 11 km westlich des Mount June in den Phillips Mountains der Ford Ranges im westantarktischen Marie-Byrd-Land. 
Kartografisch erfasst wurden sie bei der United States Antarctic Service Expedition (1939–1941), durch Vermessungsarbeiten des United States Geological Survey und mithilfe von Luftaufnahmen der United States Navy zwischen 1959 und 1965. Das Advisory Committee on Antarctic Names benannte sie nach James G. Adams, Bauarbeiter auf der Byrd-Station im Jahr 1967.